# Jan Skarbek Radoński
Jan Skarbek Radoński herbu Łada – stolnik chęciński w latach 1783–1793, podczaszy chęciński w 1783 roku, podstoli chęciński w latach 1776–1783, cześnik chęciński w latach 1772–1776, miecznik chęciński w latach 1765–1772.
Poseł z województwa sandomierskiego na sejm 1766 i 1784 roku.  Był komisarzem Sejmu Czteroletniego z powiatu chęcińskiego województwa sandomierskiego do szacowania intrat dóbr ziemskich w 1789 roku. W 1790 roku był członkiem Komisji Porządkowej Cywilno-Wojskowej dla powiatu opoczyńskiego i chęcińskiego województwa sandomierskiego.